# 大口乳玉螺
大口乳玉螺（学名：Polinices macrostoma），是异足目玉螺科无脐玉螺属的一种。主要分布于中国大陆，常栖息在潮下带。
其种加词“macrostoma”意为“大口的”。
现接受名为黑田乳玉螺（Mammilla kurodai Iw.Taki, 1944）。